# Camilla Linberg
Camilla Linberg (19 febbraio 1999) è una calciatrice norvegese, centrocampista offensivo del Rosenborg.

## Carriera

### Club
Linberg inizia la carriera nel Helset, club dell'omonimo quartiere della città di Bærum, nella contea di Akershus, con il quale gioca nelle sue formazioni giovanili miste fino al trasferimento allo Stabæk, sua prima squadra interamente femminile.
Qui rimane con il club di Bærum fino alla stagione 2016, facendo tutta la trafila delle giovanili dall'Under-15 all'Under-19, disputando la 2. division, il terzo livello del campionato norvegese femminile di calcio, con la squadra riserve (Stabæk 2) e venendo aggregata alla prima squadra che disputa la Toppserien dal campionato 2015, facendo il suo debutto nel massimo livello norvegese il 7 novembre 2015, rilevando all'85' Melissa Wiik nella vittoria per 4-1 sulle avversarie dell'Amazon Grimstad, e in Coppa di Norvegia all'ultimo suo anno di permanenza il 25 maggio, scendendo in campo da titolare nella vittoria per 2-0 sul Nanset.
Nel 2021 si trasferisce al LSK Kvinner.
Nell'estate 2022 coglie l'opportunità per disputare il suo primo campionato estero in carriera, quello italiano, trasferendosi assieme alla compagna di club Malin Johnsen Brenn al neopromosso Como per affrontare la stagione 2022-2023 in Serie A. A disposizione del tecnico Sebastián de la Fuente fa il suo debutto con la nuova maglia l'11 settembre di quell'anno, alla 2ª giornata di campionato, rilevando al 59' Vlada Kubassova nella sconfitta esterna per 2-1 con la Fiorentina. Linberg tuttavia viene impiegata saltuariamente a causa di un problema al menisco che ne compromette la disponibilità e solo a fine stagione, alla 5ª giornata della poule salvezza, va a segno per la prima volta sbloccando il risultato nella vittoria casalinga per 2-1 con il Sassuolo Al termine della stagione saranno 12, con 4 reti realizzate a pari merito con Giulia Rizzon e dietro la coppia Chiara Beccari e Julia Karlernäs (5), le sue presenze in Serie A, alle quali si aggiungono le 2 in Coppa Italia, contribuendo a far raggiungere alla sua squadra la salvezza.
A stagione conclusa, nel giugno 2023 viene annunciato il suo ritorno in patria per sottoscrivere un contratto con il Rosenborg che la lega al nuovo club fino al 2025.

### Nazionale
Linberg inizia ad essere convocata dalla Federcalcio norvegese (NFF) dal 2015, iniziando a indossare la maglia della formazione Under-16, squadra con la quale tra maggio e ottobre 2008 marca 11 presenze siglando 6 reti.

## Statistiche

### Presenze e reti nei club
Statistiche aggiornate al 27 maggio 2023.
| Stagione           | Squadra            | Campionato         | Campionato | Campionato | Coppe nazionali | Coppe nazionali | Coppe nazionali | Coppe continentali | Coppe continentali | Coppe continentali | Altre coppe | Altre coppe | Altre coppe | Totale | Totale |
| Stagione           | Squadra            | Comp               | Pres       | Reti       | Comp            | Pres            | Reti            | Comp               | Pres               | Reti               | Comp        | Pres        | Reti        | Pres   | Reti   |
| ------------------ | ------------------ | ------------------ | ---------- | ---------- | --------------- | --------------- | --------------- | ------------------ | ------------------ | ------------------ | ----------- | ----------- | ----------- | ------ | ------ |
| 2015               | Stabæk             | TS                 | 1          | 0          | CN              | 1               | 0               |                    | -                  | -                  |             | -           | -           | 2      | 0      |
| 2016               | Lyn                | 1. div             | 11+2       | 3          | CN              | -               | -               |                    | -                  | -                  |             | -           | -           | 13     | 3      |
| 2017               | Lyn                | 1. div             | 21         | 7          | CN              | 2               | 0               |                    | -                  | -                  |             | -           | -           | 23     | 7      |
| 2018               | Lyn                | TS                 | 19+2       | 2          | CN              | 2               | 0               |                    | -                  | -                  |             | -           | -           | 23     | 2      |
| 2019               | Lyn                | TS                 | 21+2       | 3          | CN              | 1               | 0               |                    | -                  | -                  |             | -           | -           | 24     | 3      |
| 2020               | Lyn                | TS                 | 18         | 9          | CN              | -               | -               |                    | -                  | -                  |             | -           | -           | 18     | 9      |
| Totale Lyn         | Totale Lyn         | Totale Lyn         | 90         | 24         |                 | 11              | 0               |                    | -                  | -                  |             | -           | -           | 101    | 24     |
| 2021               | LSK Kvinner        | TS                 | 12         | 4          | CN              | 3               | 7               |                    | -                  | -                  |             | -           | -           | 15     | 11     |
| 2022               | LSK Kvinner        | TS                 | 3          | 1          | CN              | 1               | 1               |                    | -                  | -                  |             | -           | -           | 4      | 2      |
| Totale LSK Kvinner | Totale LSK Kvinner | Totale LSK Kvinner | 15         | 4          |                 | 4               | 8               |                    | -                  | -                  |             | -           | -           | 19     | 12     |
| 2022-2023          | Como               | A                  | 12         | 4          | CI              | 2               | 0               |                    | -                  | -                  |             | -           | -           | 14     | 4      |
| Totale carriera    | Totale carriera    | Totale carriera    | 92         | 6          |                 | 2+              | 0+              |                    | 9                  | 0                  |             | -           | -           | 103+   | 6+     |

## Palmarès

### Club
- Campionato norvegese femminile di seconda divisione: 1

Lyn: 2017